# Titularbistum Basti
Basti ist ein Titularbistum der römisch-katholischen Kirche.
Es geht zurück auf einen untergegangenen Bischofssitz in der gleichnamigen antiken Stadt (später Baza in Andalusien), die in der römischen Provinz Tarraconensis bzw. in der Spätantike Carthaginiensis lag. Der Bischofssitz gehörte der Kirchenprovinz Toledo an.
| Titularbischöfe von Basti |                                |                                                                 |                  |                   |
| Nr.                       | Name                           | Amt                                                             | von              | bis               |
| 1                         | Martien Antoon Jansen          | emeritierter Bischof von Rotterdam (Niederlande)                | 2. Januar 1970   | 29. November 1970 |
| 2                         | Sándor Klempa OPraem           | Apostolischer Administrator von Veszprém (Volksrepublik Ungarn) | 8. Februar 1972  | 19. Dezember 1985 |
| 3                         | Mario Lezana Vaca              | Bischof des Bolivianischen Militärordinariats (Bolivien)        | 17. Mai 1986     | 7. März 1998      |
| 4                         | Jesús García Burillo           | Weihbischof in Orihuela-Alicante (Spanien)                      | 19. Juni 1998    | 9. Januar 2003    |
| 5                         | Antonio Marino                 | Weihbischof in La Plata (Argentinien)                           | 11. April 2003   | 6. April 2011     |
| 6                         | David William Valencia Antonio | Weihbischof in Nueva Segovia (Philippinen)                      | 15. Juni 2011    | 14. November 2018 |
| 7                         | Joseba Segura Etxezarraga      | Weihbischof in Bilbao (Spanien)                                 | 12. Februar 2019 | 11. Mai 2021      |
| 8                         | Benedek Szabolcs Fekete        | Weihbischof in Szombathely (Ungarn)                             | 11. März 2022    |                   |